# Great Western Railway (1833)
De Great Western Railway (GWR) is een voormalige spoorwegmaatschappij in het Verenigd Koninkrijk die Londen verbond met het zuidwesten en westen van Engeland en een groot deel van Wales.

De maatschappij werd opgericht in 1833 en kreeg toestemming van het Parlement in 1835. De eerste trein reed drie jaar daarna. 

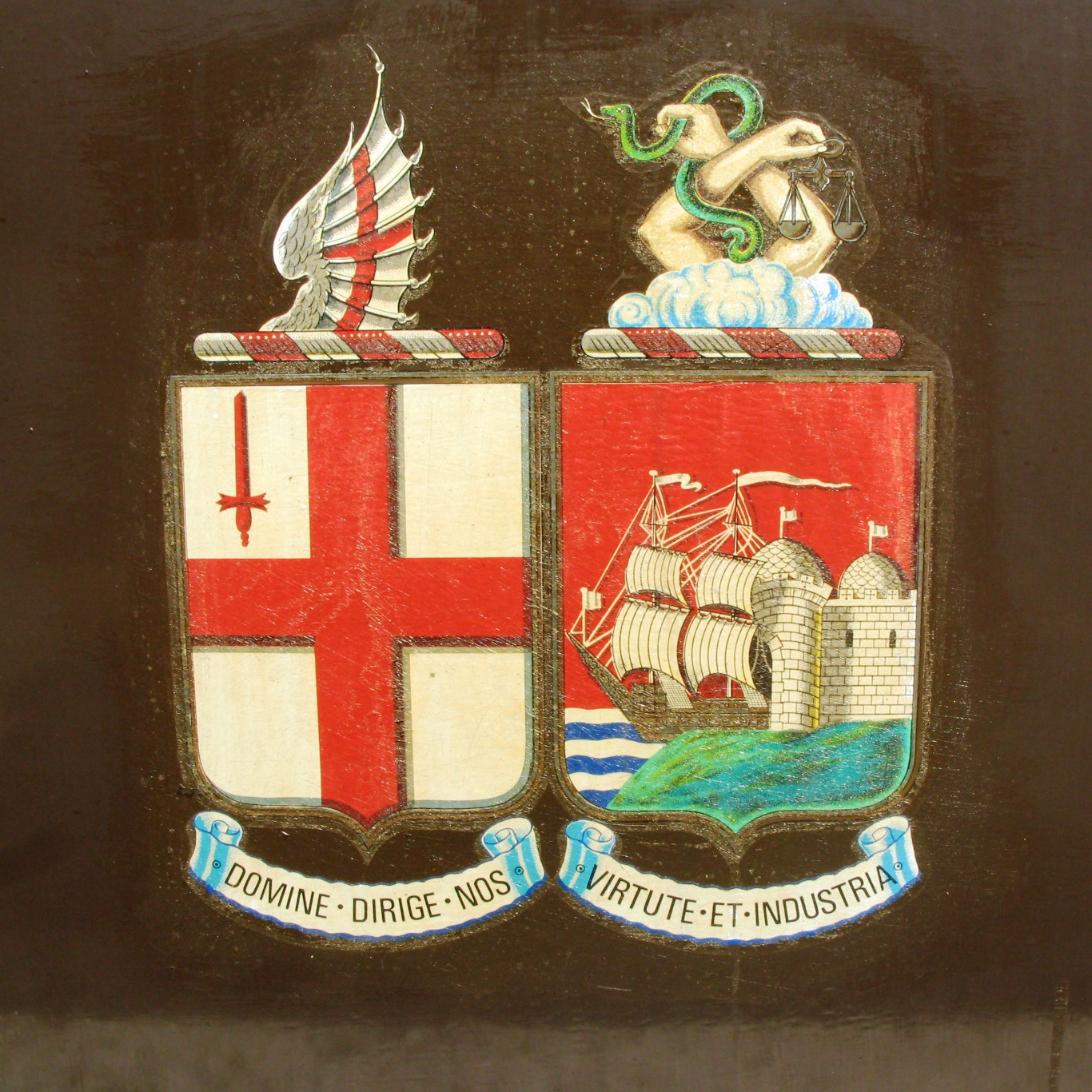
Het wapen van de Great Western Railway; de wapens van de steden Londen en Bristol.

De hoofdingenieur van de maatschappij was de beroemde ingenieur Isambard Kingdom Brunel. Hij wilde met de spoordienst reizigers aan- en afvoeren voor de trans-Atlantische stoombootlijn waaraan hij ook werkte. Zowel de spoorlijn als het door Brunel ontworpen schip de Great Western waren klaar in 1838.

## Breedspoor
Brunel was een groot voorstander van breedspoor, hij ontwierp het spoorwegnet met een spoorwijdte van 2140 mm. Vanaf 1862 reed een deel van de treinen op normaalspoor na de fusie met andere spoorwegmaatschappijen. Door standaardisatie werd het breedspoor omgezet naar normaalspoor en in 1892 reed de laatste trein op het brede spoor.
De GWR mocht als enige haar eigen identiteit houden na de samenvoeging als gevolg van de Railways Act 1921. Uiteindelijk werd de maatschappij bij de nationalisatie in 1947 onderdeel van de Western Region van British Railways.
In 1999 werden onderdelen van de oorspronkelijke Great Western Main Line, de hoofdlijn van de GWR tussen Londen en Bristol, opgenomen in de voorlopige lijst van UNESCO-werelderfgoed.